# Herdmania japonica
Herdmania japonica is een zakpijpensoort uit de familie van de Pyuridae. De wetenschappelijke naam van de soort is voor het eerst geldig gepubliceerd in 1909 door Hartmeyer.